# 韩天衡美术馆
韩天衡美术馆是位于上海市嘉定区的一家艺术展览馆，展馆主要展出篆刻家韩天衡向嘉定区政府捐赠的1136件艺术作品。

## 历史
展馆开展于2013年10月24日，占地面积14000平方米，展馆面积11000多平方米。美术馆的建筑主体颜色设计源自书法用语“计白当黑”，黑色区域为主题展示区，白色部分为辅助展区及办公区。